# Bitwa pod Moys
Bitwa pod Moys – starcie zbrojne, które miało miejsce 7 września 1757 w pobliżu wsi Moys (obecnie Zgorzelec Ujazd) w czasie wojny siedmioletniej. Trzynastotysięczny korpus pruski pod dowództwem generała von Winterfeldta stoczył bitwę z dwukrotnie silniejszą armią austriacką dowodzoną przez feldmarszałka von Dauna. Bitwa zakończyła się zwycięstwem Austriaków (cały pruski korpus skapitulował), a generał Hans Karl von Winterfeldt został śmiertelnie ranny.